# P級装甲艦
| P1級装甲艦         | P1級装甲艦 |
| ------------------ | --- |
| 画像をアップロード | |
| 艦級概観           | |
| 艦種               | 装甲艦 |
| 艦名               | 不明 |
| 前級               | ドイッチュラント級 |
| 次級               | - |
| 性能諸元           | |
| 排水量             | 基準：23,700トン 満載：26,100トン |
| 全長               | 223.0m |
| 水線長             | 216.5m |
| 全幅               | 27.0m |
| 吃水               | 7.0m |
| 機関               | MAN式九気筒2サイクルディーゼル機関12基3軸推進 |
| 最大出力           | 165,000hp |
| 最大速力           | 33.5ノット（計画値） |
| 航続距離           | 13ノット/25,000海里 19ノット/15,000海里 |
| 乗員               | 1,000名 |
| 兵装               | SK C/34 1934年型 28cm（54.5口径）三連装砲2基 SK C/28 1928年型 15cm（55口径）連装速射砲2基 SKC/33 10.5cm（65口径）連装高角砲4基 SK C/30 1930年型 3.7cm（83口径）単装機関砲4基 2cm（65口径）単装機銃10丁 53.3cm四連装魚雷発射管2基   |
| 装甲               | 舷側：150mm（15度傾斜、水線部主装甲）、50mm（最上甲板側面）、40mm（艦首部）、30～40mm（水密隔壁） 甲板：40mm（主甲板平面部）、50mm（主甲板傾斜部） 主砲塔：125mm（最厚部） 主砲バーベット：150mm（最厚部） 司令塔：140mm（最厚部） |
| 航空兵装           | 水上機4基 旋回式カタパルト2基 |

P級装甲艦 (P-Klasse Panzerschiff「ペークラッセ パンツァーシフ」) は、ドイツ海軍がZ計画に基づき計画した艦級である。ドイツ海軍は本級を装甲艦（Panzerschiff）に分類したが、実際は弩級戦艦サイズの巡洋戦艦といえるものであった。ドイツ海軍は本級を12隻建造する計画であったが、全て建造は停止された。

## 概要
ドイツ海軍は、本級とは別に、就役時にポケット戦艦と呼称されて列強海軍から脅威とされてきた「ドイッチュラント級を配備していた。しかし早くも1930年代において、列強諸国がドイッチュラント級より高速かつ強火力を持つ対抗艦を続々と整備し始めると、ドイツ艦隊の力量不足は明らかとなってきた。このため、海軍内部からは、ドイッチュラント級をより重防御化した上で、重巡洋艦並みの高速能力を持つ新型装甲艦を整備しようとする意見が上がった。
同じころ、ドイツ海軍が「Z計画」を研究する際に、その建造ドクトリンとなった作戦構想はどのようなものであったかを説明する。この構想では、ドイツ海軍は隻数に勝るイギリス艦隊に正面切っての艦隊決戦は挑まないこととされていた。ドイツ海軍はまず、隻数が多く高速型の装甲艦で通商破壊戦を挑み、連合国の通商路を混乱させることを企図した。このドイツ海軍の装甲艦を捕捉するために、敵艦隊は分散する。その分散した小艦隊を「大型戦艦（H級戦艦）」が各個撃破する、という構想をドイツ海軍は立てていた。
このため、ドイツ海軍は1938年度のZ計画において遊撃戦に使用する新型装甲艦12隻を要求し、仮称として計画艦にはドイツ語で装甲艦を意味する「Panzerschiff」の頭文字であるPの字を取って「P1級装甲艦」という呼称を与えた。これが本級である。
本級の要求性能は「外洋での遊撃作戦において、主敵である条約型重巡洋艦を圧倒できる主砲口径、条約型巡洋艦に撃破されない防御力、そして敵の対抗艦が現れた時に遁走できる高速・航続性能を持つ事」であった。これをもって1938年4月から本級の設計案が策定される事となった。この時期にドイツ海軍ではD級装甲艦から発展した「シャルンホルスト級戦艦」と同じく、28cm三連装砲塔を3基持つ艦として、排水量21,000トンから31,000トンまで幅広く設計案を策定していたが、最終的に排水量23,000トンで対8インチ防御を有し、28cm三連装砲2基を装備する「A案」と、同排水量・同防御力で38cm連装砲2基を装備する「B案」が比較検討された。この結果本級は、将来シャルンホルスト級が38cm連装砲3基に主砲塔を換装した際、撤去して余剰となるであろう「1934年型 28cm（54.5口径）砲」を流用できる「A案」を採用した。これが本級の設計案となった。なお、「B案」の火力も捨て難いとして研究対象としては残存し、これを発展させる形でO級巡洋戦艦が構想された。
最終的に1939年の第二次世界大戦が開戦する前にZ計画が改定された際に12隻から8隻に削減された。その後、O級巡洋戦艦3隻に変更された為に本艦が竣工することはなく、そのO級も開戦に伴い中止に追い込まれた。

## 艦形
竣工時のシャルンホルスト級は、艦首形状がほぼ垂直に近いもので、凌波性に問題があった。そこで後に艦首を強く傾斜させたアトランティック・バウへ改修した経緯を戦訓とし、P級の艦首形状は、最初から鋭く前方に傾斜したアトランティック・バウを採用した。従来のドイツ軍艦と異なり、P級の艦首甲板には強いシア（甲板の傾斜）が付き、そこにシャルンホルスト級から撤去した「SK C/34 1934年型 28cm（54.5口径）砲」を三連装砲塔ごと1番主砲塔とし、1基が配置された。その背後から上部構造物が始まり、1番主砲塔よりも高所に副砲として「SK C/28 1928年型 15cm（55口径）速射砲」を連装砲塔に収めて1基を配置した。
艦橋構造は、新型戦艦「ビスマルク級」に酷似した司令塔を組み込んだ箱型の操舵艦橋である。この後部から頂上部に測距儀を配置し、中部に見張り所を持つ戦闘艦橋が立つ。艦橋の背後に2本煙突が立ち、その間には旋回式カタパルトが中央部甲板上に1基配置された。
水上機と艦載艇は煙突の基部に設けられた格納庫に収められた。艇の運用は、1番煙突の左右に片舷1基ずつ設けられたクレーン2機と、2番煙突を基部とするジブ・クレーン1基により行われた。舷側甲板上には対空火器として「SKC/33 10.5cm（65口径）高角砲」を連装砲架で艦橋の左右に1基ずつ、さらに1番煙突の後方、左右に1基ずつの片舷2基ずつ、合計4基を配置した。他に近接火器として、3.7cm単装機関砲を操舵艦橋の左右に1基、2番煙突の左右に1基の計4基配置した。対艦攻撃用に53.3cm四連装魚雷発射管を、カタパルトの左右に片舷1基ずつ計2基を配置した。2番煙突を基部として後部マストが立つ。この頂上部に測距儀を配置した後部艦橋を配置した。さらに、後ろ向きの2番副砲塔が1基配置されて上部構造物が終了する。その下の後部甲板上に、2番主砲塔が1基、後向きに配置された。

## 武装

### 主砲

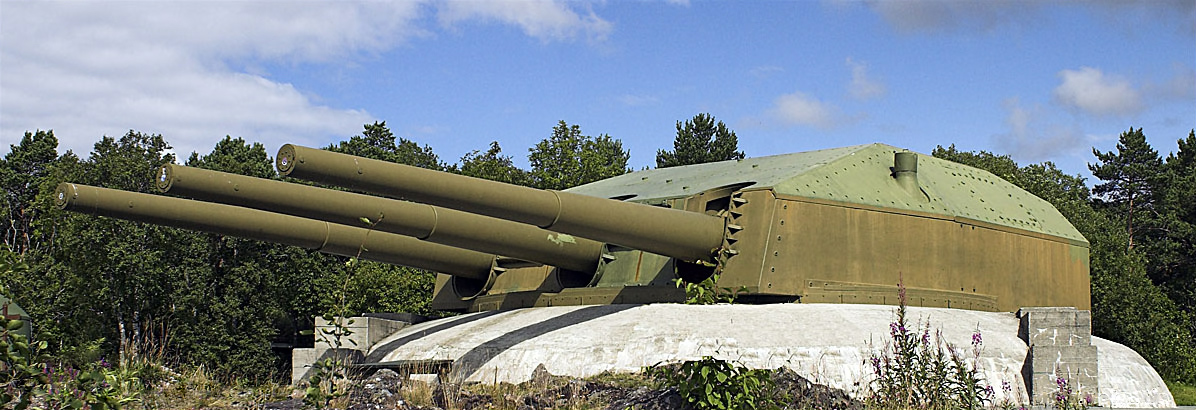
現代も残る「グナイゼナウ」の主砲塔(旧Orlandet要塞)

前述した通りに、本級の主砲には新設計の「SK C/34 1934年型 28cm（54.5口径）砲」を砲塔ごと流用する筈であった。その性能は、重量弾化された重さ315kgの徹甲弾を、最大仰角40度で40,000mまで届かせる能力を持っていた。俯仰能力は仰角40度・俯角9度である。旋回角度は首尾線方向を0度として左右150度の旋回角度を持つ。主砲身の俯仰・砲塔の旋回・砲弾の揚弾・装填は主に電力で行われ、補助に人力を必要とした。発射速度は毎分3.5発であった。砲威力では射程20,000mで舷側装甲225mmを、射程15,100mで舷側装甲335mmを容易に貫通する性能を持っており、イギリス海軍のレナウン級巡洋戦艦に対し射程20,000mで舷側装甲を破ることができ、クイーン・エリザベス級戦艦やリヴェンジ級戦艦に対しても射程15,000m以下まで接近すれば舷側装甲を破る能力を持っていた。

### 副砲、その他の備砲および雷装

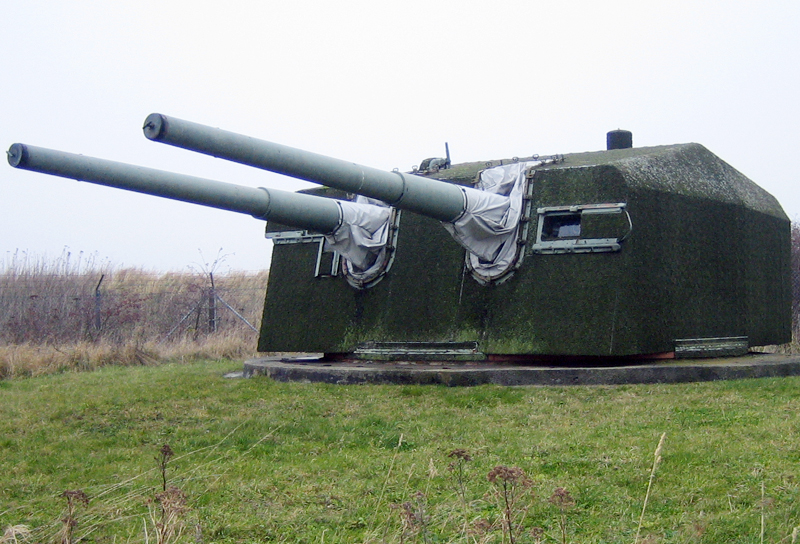
本級と同型の現代も残る「グナイゼナウ」の15cm副砲塔。

本級の副砲にはシャルンホルスト級と同じく「SK C/28 1928年型 15cm（55口径）速射砲」を採用して新設計の連装砲塔に収めた。その性能は45.3kgの砲弾を初速875m/秒で仰角35度で22,000mまで届かせるものであった。砲塔の俯仰能力は仰角40度・俯角10度である。旋回角度は360度の旋回角度を持っていたが、実際は上部構造物により制限があった。砲身の俯仰・砲塔の旋回・砲弾の揚弾・装填は主に電力で行われ、補助に人力を必要とした。発射速度は毎分6～8発であった。
他に対空用として「SKC/33 1933年型 10.5cm（65口径）高角砲」を装備した。これは15.8kgの砲弾を仰角45度で17,700 m、最大仰角80度で12,500mの高度まで到達させた。旋回と俯仰の動力は電動と人力で行われ、左右方向に360度旋回でき、俯仰は仰角80度、俯角10度であった。発射速度は毎分15～18発だった。これを連装砲架で4基、合計8門を装備した。
また、近接対空火器として「SKC/30 1930年型 3.7cm（83口径）機関砲」を単装砲架で4基4門、「SKC/38 1938年型 2cm（65口径）機関銃」を単装砲架で10基10門を装備した。他に、主砲では相手にならない相手のために53.3cm四連装魚雷発射管を2基搭載した。

## 機関

### ディーゼル機関採用のメリット・デメリット
本級の機関には、従来から使用されていて燃料消費の多かった重油専焼缶と蒸気タービンの組み合わせではなく、燃料消費の少ない高出力大型ディーゼル機関を採用した。これはかさばる蒸気機関よりも機関スペースや燃料タンクなどのスペースを軽減でき、ひいては船体や重要区画のサイズ縮小＝防御範囲縮小をもたらすため重量軽減に大きく貢献し、排水量制限の厳しい本級にとってまさにうってつけの機関であった。これにより、財政状況の厳しい海軍で燃料費の節約に繋がったうえ、補給基地が不要なほどの長大な航続力を得た事は、前大戦時に大洋での通商破壊戦時に燃料補給にかかる手間やコストに悩まされた海軍にとって戦略的に有利となった。結果的にこれらはよき宣伝材料となり、列強が本級の対応策に追われる間に、より強力な艦を研究・整備できる時間を作ってくれたのである。
しかし、ディーゼル機関の採用には問題がなかった訳ではなく、技術面では各機関の回転総数が耐久限界の7,200万回転に達する間に、クロスヘッド・ピストン棒取り付け部の故障が頻発した。十数回ほど改造したが効果はなく、最後に5分の1模型や部分模型による精密実験によって原因を究明してようやく故障を克服した。燃料噴射システムには高い精度、高い耐久性が要求されるため、製造コストがかさんで予算面でもドイツ海軍を悩ませた。更に高圧縮で運転するディーゼル機関特有の騒音の高さは蒸気タービン機関の比ではなく、艦上で作業する水兵への意思疎通を妨げたために電気メガホンを必要とするほどであった。
ディーゼル機関は、燃料面においてもタービン艦と同様に高品質な重油を必要とし、粗悪な重油・軽油では出力が出せずに機関の不調も起こす始末であった（ただしこれは、1950年代以前のディーゼル機関特有の問題であり、本艦の機関だけが悪いわけではない）。また、当時のディーゼル燃料は粘性が高すぎて流れが悪く、燃料供給に支障が出たため、燃料管に専用の加熱装置を組み込む必要があった。

### 機関性能
本級においてはMAN(Maschinenfabrik Augsburg-Nürnberg AG)社製9気筒2サイクルディーゼル機関を4基組み合わせ、その出力でスクリュー軸1本を推進する。これは「ドイッチュラント級」と変わらないが、本級はそれよりも高速を出すために、ディーゼル機関を12基搭載、最大出力165,000馬力で3軸推進し、最大速力33.5ノットを発揮させようという設計を行った。
機関配置もまた一新された。推進機関を、漫然と前後に全て配置する従来の「シャルンホルスト級」や「ビスマルク級」よりも進んだ思想であるシフト配置を採用した。これは、当時の他国の条約型巡洋艦の多くに用いられた機関配置形式で、機関を複数のブロックに前後に分散配置する事で、機関区への被弾で機関の多くを一斉に失わないようにする優れた機関配置形式であった。
機関室は、1室ごとに9気筒ディーゼル機関2基を並列に配置し、減速ギアで連結した。この機関室は、船体中央部に「田」の字型に4室が配置された。片舷2室、ディーゼル機関4基で1軸を回した。ただし、中央軸の機関を配置する事がスペース的に難しかったために、中央軸の推進機関に関しては、1番主砲塔弾薬庫と主機関室の間にディーゼル機関室1室を、主機関室と2番主砲塔弾薬庫の間にディーゼル機関室1室を置くという、変則的で前後に大きく離された配置となった。

## 同型艦
いずれも艦名に関しては不明だが、同じ装甲艦であるドイッチュラント級が軍人の名前を取り入れているため、やはりP級も軍人から取られたとされる。
- P1
- P2
- P3
- P4
- P5
- P6
- P7
- P8
- P9
- P10
- P11
- P12
  - 全て第二次世界大戦勃発後に建造中止。

## 参考図書
- 「世界の艦船増刊1989年3月号増刊 第26集 ドイツ戦艦史」(海人社)
- 「世界の艦船増刊 ドイツ巡洋艦史」(海人社)
- 「世界の艦船増刊 1982年12月号増刊 第2次大戦のドイツ軍艦」（海人社）
- 「ドイツ海軍入門 広田厚司」（光人社）
- 「世界の戦艦 砲力と装甲の優越で艦隊決戦に君臨したバトルシップ発達史 (〈歴史群像〉太平洋戦史シリーズ (41))」（学習研究社）